# Södregöl (Långasjö socken, Småland)
Södregöl är en sjö i Emmaboda kommun i Småland och ingår i Nättrabyåns huvudavrinningsområde.